# Mata de los Olmos
Mata de los Olmos är en kommun i Spanien.   Den ligger i provinsen Provincia de Teruel och regionen Aragonien, i den östra delen av landet, 270 km öster om huvudstaden Madrid. Antalet invånare är 281.